# بول فيشر
بول فيشر (6 سبتمبر 1882 - 6 فبراير 1942) هو لاعب كرة قدم ألماني سابق كان يلعب كمدافع.

## روابط خارجية
- بول فيشر على موقع قاعدة بيانات كرة القدم.إي يو (الإنجليزية)
- بول فيشر على موقع ناشيونال فوتبول تيمز (الإنجليزية)
- بول فيشر على موقع عالم كرة القدم.نت (الإنجليزية)